# Station Södertälje Haven
Södertälje Haven (Zweeds: Södertälje Hamn) is een station van het stadsgewestelijk spoorwegnet van Stockholm in Södertälje op 36,2 kilometer ten zuiden van Stockholm C. en 2,9 km van Södertälje C.

## Geschiedenis
Södertälje ligt in heuvelachtig gebied en wordt doorkruist door een kanaal, waardoor het moeilijk was om goede treinverbindingen in de stad te bouwen. Desondanks is Södertälje uitgegroeid tot een spoorwegknooppunt. Södertälje Hamn is een van de vier stations voor reizigersverkeer in Södertälje.

## De eerste spoorlijn
In 1858 werd een enkelsporige draaibrug over het Södertäljekanaal voltooid, de eerste spoorbrug in Södertälje. Op 24 oktober 1860 werd de spoorlijn geopend tussen Stockholm – Södertälje met een traject ten zuiden van de Saltskogfjärden. Het station Södertegle övre lag buiten de stad en er werd dan ook een zijspoor gelegd naar Södertälje centraal. De westelijke hoofdlijn, Stockholm – Göteborg, kwam in 1862 gereed en toen de Norra Södermanlands Järnväg naar Åkers styckebruk en Eskilstuna in 1895 werd geopend werd Södertälje een spoorwegknooppunt.

## Vernieuwing
In verband met een verbreding van het Södertälje-kanaal werd de hoofdlijn door Södertälje verlegd. De oorspronkelijke draaibrug was slechts geschikt voor lage snelheden en nieuwe zwaardere treinen vereisten meer stabiliteit. Daarom werd een dubbelsporige rolbasculebrug gebouwd voor het nieuwe tracé dat in 1921 werd geopend. Het nieuwe tracé betekende ook een nieuw hoofdstation, Södertälje södra met stationsgebouw aan Södertälje södra en watertoren, dat werd ontworpen door Folke Zettervall.Het station in Saltskog werd, op de rode dienstwoning van de stationschef na, vervolgens gesloopt. In 1926 werd het station onder de draad gebracht.
Op het station werd het plaatselijke banket Södertäljekringlor verkocht. De verkoop werd voornamelijk gedaan door oudere vrouwen, die pretzelgom werden genoemd. Vanaf de jaren 20 van de 20e eeuw werd een systeem ontwikkeld waarbij verkopers betaalden voor een verkoopvergunning op de treinstations in Södertälje. De verkoop van het banket ging door tot de jaren 50 van de 20e eeuw.

## Södertälje Syd
In de jaren 80 van de 20e eeuw werd een recht en sneller traject van de spoorlijn gepland waarmee het voorstadsverkeer en het langeafstandsverkeer elk eigen sporen zouden krijgen tussen Stockholm en Södertälje. Onderdeel van het project was de 2.140 meter lange Igelstabrug over het Södertäljekanaal die in 1994 werd voltooid. De Igelstabrug is gebouwd voor doorvaart met staande mast zodat treinen niet meer hoeven te stoppen voor een geopend brug. De oude spoorlijn uit 1921 en de stations bleven behouden voor het voorstadsverkeer. De nieuwe route betekende dat Södertälje opnieuw een nieuw hoofdstation kreeg voor langeafstandstreinen in de vorm van Södertälje Syd in Pershagen. Het nieuwe station werd geopend in 1995 toen de nieuwe lijn, de Grödingebanan, in gebruik gesteld werd. Het station ligt op de plaats waar de Igelstabrug de sporen van de oude hoofdlijn kruist. De opening van Södertälje Syd betekende dat Södertälje cebtral werd omgedoopt in Södertälje centrum en Södertälje södra in Södertälje Hamn.

## Uitbreiding
In 2010 werd de oude spoorbrug uit 1921 vervangen door een nieuwe hefbrug die zwaardere treinen kon dragen en sneller geopend kon worden dan de oude rolbasculebrug. Het enkelspoor naar Södertälje C werd uitgebouwd tot dubbelspoor. Hierbij werd het aantal perrons in Södertälje Hamn teruggebracht van 3 smalle tot 2 brede.

## Reizigersdienst
Het station wordt aangedaan door drie lijnen van de pendeltåg:
- Lijn 40 Södertälje - Uppsala C via Arlanda C
- Lijn 41 Södertälje - Märsta via Stockholm.
- Lijn 48 Södertälje - Gnesta via Södertälje Zuid, Järna en Mölnbo.

Door de ligging van de sporen moeten de treinen tussen Södertälje C en Stockholm en vice versa kopmaken in Södertälje Hamn, wat ongeveer drie minuten duurt.

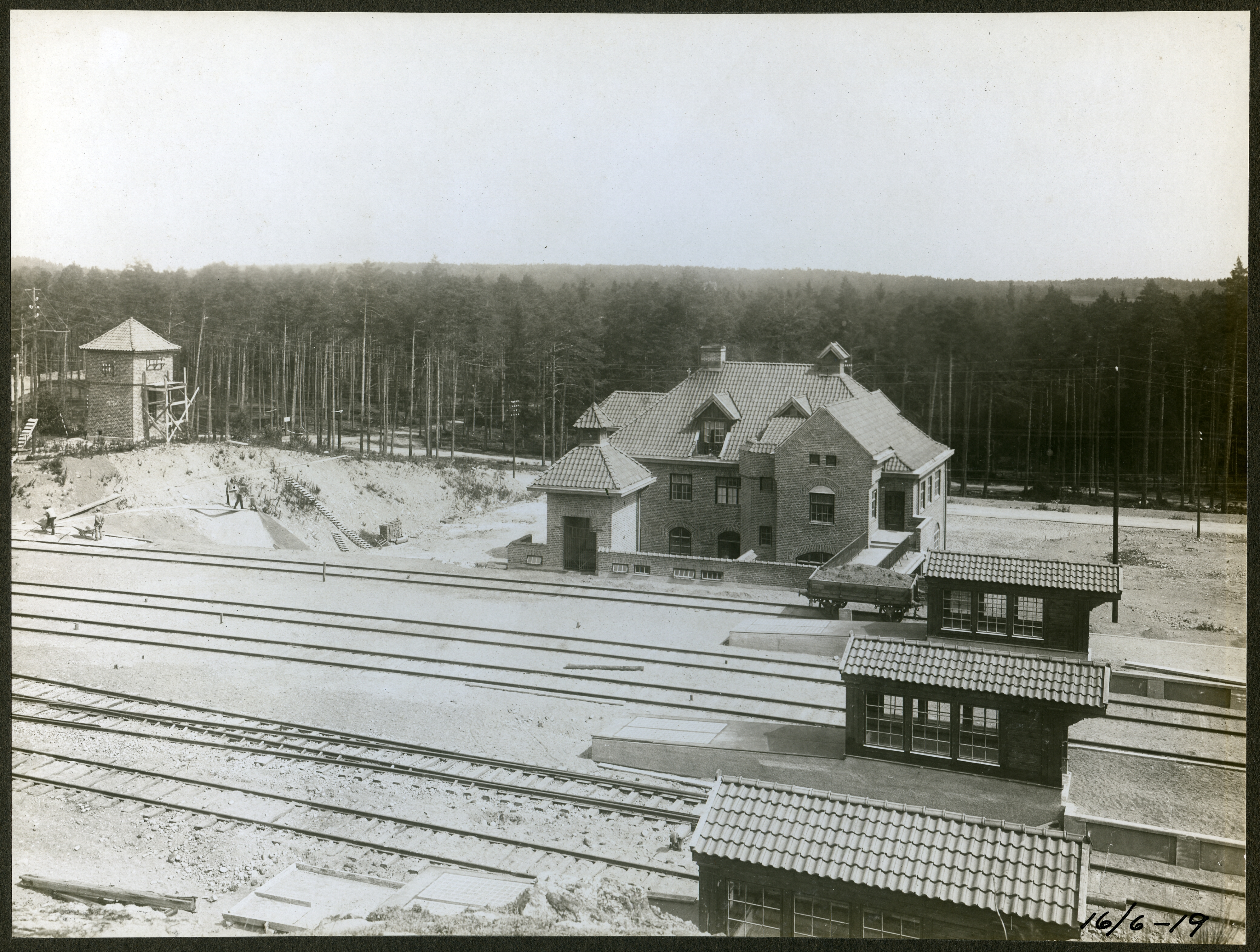
Het station in aanbouw in 1919.
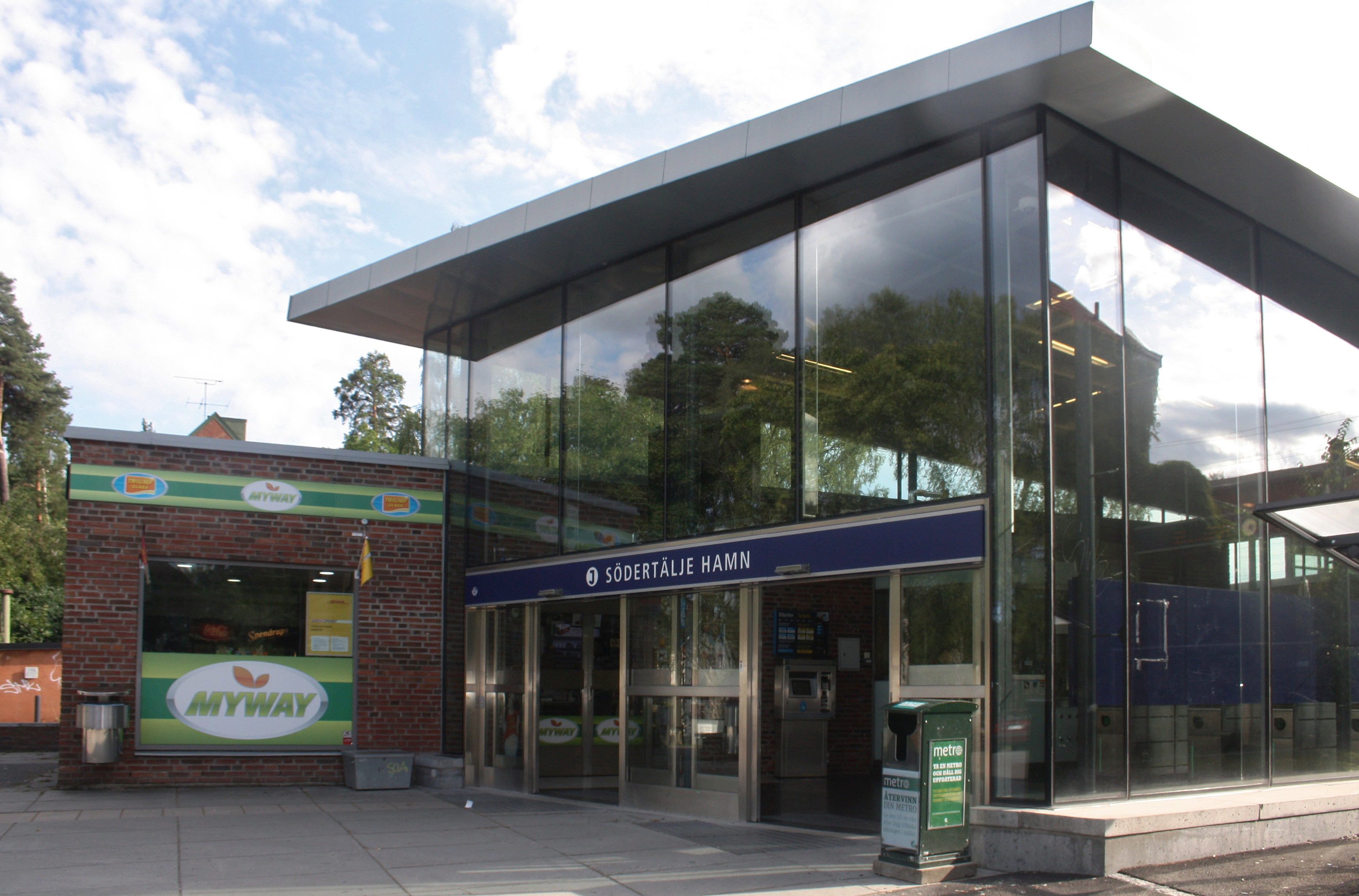
De nieuwe ingang uit 2010.
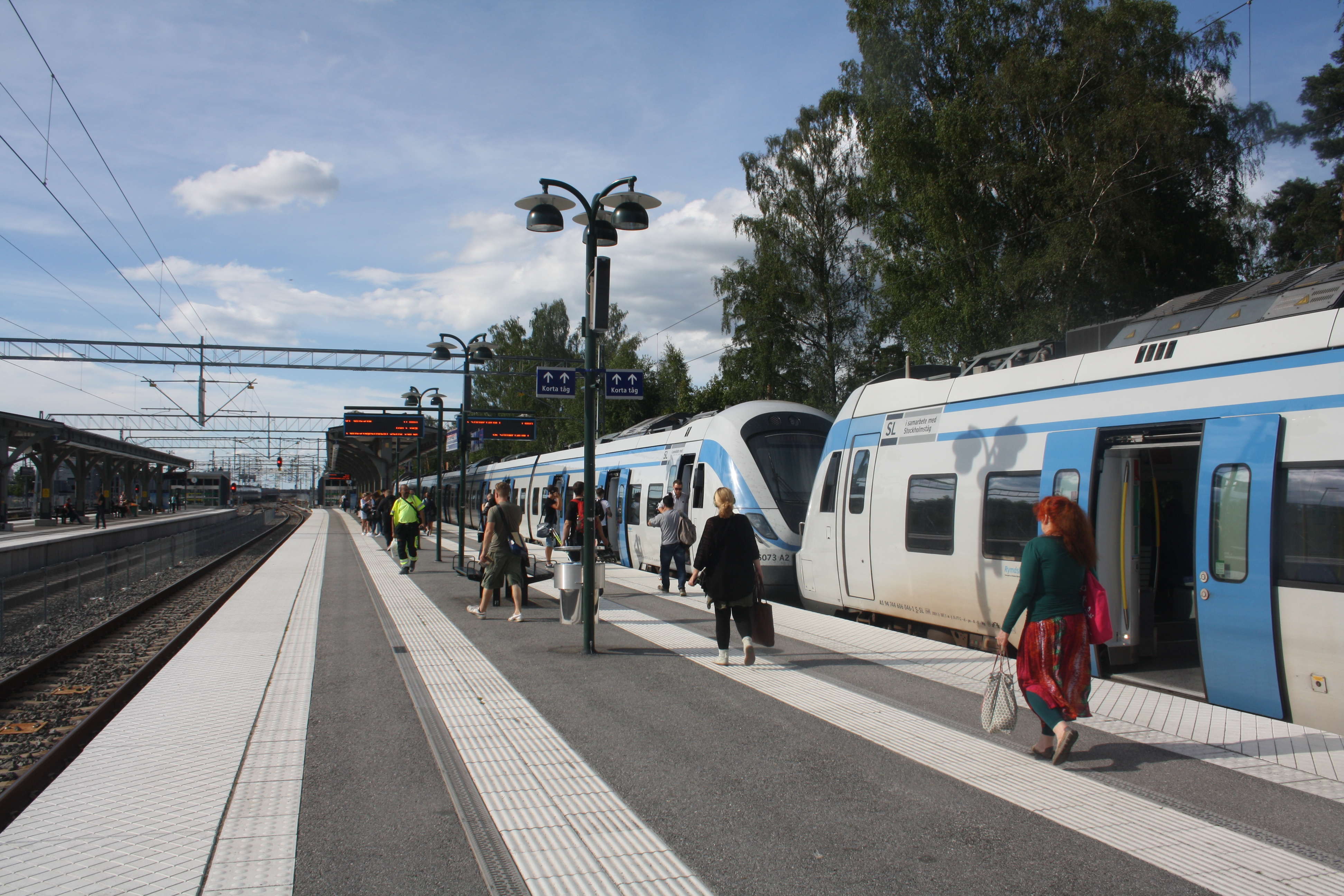
De perrons.